# Діл (заказник)
Діл — ботанічний заказник місцевого значення в Україні. Об'єкт розташований на території Надвірнянського району Івано-Франківської області, Зарічанське лісництво, квартал 18, виділ 20.
Площа 3,4 га, статус отриманий у 1983 році.